# どんとこい、天才!
『どんとこい、天才!』（どんとこい、てんさい）は、1968年7月19日から1969年12月26日まで日本テレビ系列局で放送されていた日本テレビ製作のクイズ番組である。当初はモノクロ放送だったが、1969年5月9日よりカラー放送となった。初期のみヤクルト本社の一社提供で放送。放送時間は毎週金曜 19:30 - 20:00 （日本標準時）。

## 概要
毎回8人のタレントと文化人が出場し、東西2チームに分かれてパズル形式のクイズに挑戦していた。司会は前田武彦が、アシスタントは岡田恭子が務めていた。番組は、問題と関連する歌手と世界各地からの人物をゲストに招いていた。

## 提供
- ヤクルト本社 - 全期間にわたってスポンサーを務めていた[4]。初期のみ同社の一社提供。
- 大日本除虫菊 - 中期に参入したスポンサー。
- 津村順天堂（現・ツムラおよびバスクリン） - 末期に参入したスポンサー。以来同社は、1986年9月に『カックラキン決定版!!』が終了するまでこの枠のスポンサーを務め続けた。

## 放送局
放送対象地域と系列は放送当時のものを記載。
| 放送対象地域 | 放送局         | 系列                                  | 放送時間           | 備考                         |
| ------------ | -------------- | ------------------------------------- | ------------------ | ---------------------------- |
| 関東広域圏   | 日本テレビ     | 日本テレビ系列                        | 金曜 19:30 - 20:00 | 製作局                       |
| 北海道       | 札幌テレビ     | 日本テレビ系列 フジテレビ系列         | 金曜 19:30 - 20:00 | [ 5 ]                        |
| 青森県       | 青森放送       | 日本テレビ系列                        | 金曜 19:30 - 20:00 | [ 6 ]                        |
| 秋田県       | 秋田放送       | 日本テレビ系列                        | 金曜 19:30 - 20:00 | [ 6 ]                        |
| 山形県       | 山形放送       | 日本テレビ系列                        | 金曜 19:30 - 20:00 | [ 7 ]                        |
| 岩手県       | 岩手放送       | TBS系列                               | 金曜 19:30 - 20:00 | [ 8 ]                        |
| 宮城県       | 東北放送       | TBS系列                               | 金曜 19:30 - 20:00 | [ 9 ]                        |
| 福島県       | 福島テレビ     | 日本テレビ系列 TBS系列                | 金曜 19:30 - 20:00 | [ 9 ]                        |
| 新潟県       | 新潟放送       | TBS系列                               | 金曜 19:30 - 20:00 | 1969年3月28日までネット      |
| 新潟県       | 新潟総合テレビ | 日本テレビ系列 フジテレビ系列 NET系列 | 水曜 19:00 - 19:30 | 1969年4月からネット          |
| 富山県       | 北日本放送     | 日本テレビ系列                        | 金曜 19:30 - 20:00 | [ 12 ]                       |
| 石川県       | 北陸放送       | TBS系列                               | 金曜 19:30 - 20:00 | [ 12 ]                       |
| 福井県       | 福井放送       | 日本テレビ系列                        | 金曜 19:30 - 20:00 | [ 13 ]                       |
| 山梨県       | 山梨放送       | 日本テレビ系列                        | 金曜 19:30 - 20:00 | [ 14 ]                       |
| 長野県       | 信越放送       | TBS系列                               | 金曜 19:30 - 20:00 | [ 15 ]                       |
| 静岡県       | 静岡放送       | TBS系列                               | 金曜 19:30 - 20:00 | [ 16 ]                       |
| 中京広域圏   | 名古屋テレビ   | 日本テレビ系列 NET系列                | 金曜 19:30 - 20:00 | [ 12 ]                       |
| 近畿広域圏   | よみうりテレビ | 日本テレビ系列                        | 金曜 19:30 - 20:00 | [ 17 ]                       |
| 鳥取県       | 日本海テレビ   | 日本テレビ系列                        | 金曜 19:30 - 20:00 | 当時は鳥取県のみの県域局     |
| 島根県       | 山陰放送       | TBS系列                               | 金曜 19:30 - 20:00 | 当時は島根県のみの県域局     |
| 広島県       | 広島テレビ     | 日本テレビ系列 フジテレビ系列         | 金曜 19:30 - 20:00 | [ 19 ]                       |
| 山口県       | 山口放送       | 日本テレビ系列                        | 金曜 19:30 - 20:00 | [ 20 ]                       |
| 徳島県       | 四国放送       | 日本テレビ系列                        | 金曜 19:30 - 20:00 | [ 21 ]                       |
| 香川県       | 西日本放送     | 日本テレビ系列                        | 金曜 19:30 - 20:00 | [ 19 ]                       |
| 愛媛県       | 南海放送       | 日本テレビ系列                        | 金曜 19:30 - 20:00 | [ 20 ]                       |
| 高知県       | 高知放送       | 日本テレビ系列                        | 金曜 19:30 - 20:00 | [ 20 ]                       |
| 福岡県       | 福岡放送       | 日本テレビ系列                        | 金曜 19:30 - 20:00 | 1969年4月の開局時から放送    |
| 長崎県       | 長崎放送       | TBS系列                               | 金曜 19:30 - 20:00 | [ 22 ]                       |
| 熊本県       | 熊本放送       | TBS系列                               | 金曜 19:30 - 20:00 | [ 22 ]                       |
| 大分県       | 大分放送       | TBS系列                               | 金曜 19:30 - 20:00 | [ 20 ]                       |
| 宮崎県       | 宮崎放送       | TBS系列                               | 金曜 19:30 - 20:00 | [ 23 ]                       |
| 鹿児島県     | 南日本放送     | TBS系列                               | 金曜 19:30 - 20:00 | [ 23 ]                       |
| 琉球政府     | 沖縄テレビ     | フジテレビ系列                        | 日曜 21:00 - 21:30 | 当時はアメリカ合衆国の統治下 |